# 히라이즈미정
히라이즈미정(일본어: 平泉町)은 일본 이와테현 남서부에 있는 니시이와이군의 정이다.

## 개요
헤이안 시대 말기에 오슈 후지와라씨의 본거지가 된 마을로 유명하다. 오슈 후지와라씨의 시대에 히라이즈미의 인구는 10~15만 명으로 추정되어 당시의 일본(추정 총인구 1000만 명)에서 헤이안쿄(16~30만 명)에 뒤이은 대도시로 번창했다. 현재도 주손지(中尊寺)나 모쓰지(毛越寺) 등의 유적에서 당시의 번영 흔적을 찾을 수 있다.

## 역사
고로모강과 이와이강에 끼어 있는 구릉지대로 바로 동쪽으로 기타카미강이 흐르고 있기 때문에 수운도 우수한 지역이다. 나라 시대부터 헤이안 시대에 걸쳐 이곳의 지배권을 둘러싸고 각 세력이 자주 격렬하게 싸웠다.
고대부터 히라이즈미는 군사적 요충지대로 중시되었다. 8세기에는 미즈사와 분지를 중심으로 야마토 정권과 에미시(蝦夷) 세력의 충돌이 벌어졌고 그 중 가장 큰 규모의 전투는 792년 야마토 정권의 정이대장군(征夷大將軍) 사카노우에노 다무라마로(坂上田村麻呂)와 에미시의 수장 아테루이가 히라이즈미 부근에서 벌인 전투였다. 이후 에미시 세력의 쇠퇴와 802년의 미즈사와성(오슈시) 축성과 함께 히라이즈미 지역은 야마토 정권의 지배하에 들어가게 되었다.
머지 않아 부근에서 황금이 산출되는 것으로 판명되면서 수운의 거점으로서 히라이즈미의 중요성은 더욱 높아졌다. 헤이안 시대 후기에는 현지의 호족인 아베씨가 부수장으로서 오쿠 6군을 지배해 부근에서는 고쿠시(지방관)보다 훨씬 강력한 세력을 가지기에 이르렀지만 젠쿠넨 전쟁으로 미나모토노 요리요시(源賴義)ㆍ요시이에(義家) 부자에게 멸망당했다. 히라이즈미는 이때 겐지의 아군이었던 데와 기요하라씨(出羽淸原氏)의 지배하에 놓였지만 기요하라 가문의 내분인 고산넨 전쟁에서 승리한 후지와라노 기요히라(藤原淸衡)가 근거지를 에사시군 도요타관에서 이와이군 히라이즈미로 옮겨 저택을 지었다. 이후 기요하라부터 야스히라(泰衡) 4대에 걸쳐 오슈 후지와라씨(奧州藤原氏)의 본거지로 번영을 누렸다.
이 시기 히라이즈미에는 유명한 주손지와 모쓰지 등이 건립되었고 3대 당주 후지와라노 히데히라(藤原秀衡)는 명마와 황금을 조정에 가끔씩 헌상하고 교토의 문화를 받아들이기에 이르렀다. 또 아이누를 거쳐 연해주나 북송 등과도 교역을 하고 있던 것으로 알려져 있다. 그러나 히데히라 사후(1189년) 미나모토노 요시쓰네(源義經)를 추격해 온 미나모토노 요리토모(源賴朝)의 공격을 받았고 야스히라는 혼란 중에 가신에게 살해당해 오슈 후지와라씨는 멸망했다. 이후 히라이즈미는 오슈소부교(奧州總奉行)로 부임한 가사이씨의 본거지가 되었지만 가마쿠라 시대의 히라이즈미는 황금 산출량 저하와 고케닌(御家人)들의 영지 세분화 등으로 점차 도시로서의 힘을 잃어 중세 말기에는 오슈 후지와라씨 치세에 건설되었던 축조물 대부분이 없어져 버렸다.
현재는 일본 굴지의 쌀 생산지가 되었다.
- 1889년 4월 1일 - 정촌제 시행으로 구 히라이즈미촌, 주손지촌, 도고우치촌이 합병해 니시이와이군 히라이즈미촌이 성립하였다.
- 1953년 10월 1일 - 히라이즈미촌이 정으로 승격해 히라이즈미정이 되었다.
- 1955년 4월 15일 - 히라이즈미정, 나가시마촌이 합병해 현재의 히라이즈미정이 되었다.

## 인구
| 연도 | 인구   | ±%     |
| ---- | ------ | ------ |
| 1920 | 7,924  | —      |
| 1930 | 8,564  | +8.1%  |
| 1940 | 9,047  | +5.6%  |
| 1950 | 11,320 | +25.1% |
| 1960 | 10,590 | −6.4%  |
| 1970 | 9,474  | −10.5% |
| 1980 | 9,253  | −2.3%  |
| 1990 | 9,493  | +2.6%  |
| 2000 | 9,054  | −4.6%  |
| 2010 | 8,345  | −7.8%  |

## 교통

### 철도
- 동일본 여객철도 도호쿠 본선

### 도로
- 도호쿠 자동차도
- 국도 4호선

## 자매 도시
- 일본 와카야마현 다나베시